# Rivière du Moulin (vattendrag i Kanada, lat 46,25, long -72,02)
Rivière du Moulin är ett vattendrag i Kanada.   Det ligger i provinsen Québec, i den sydöstra delen av landet, 300 km öster om huvudstaden Ottawa.
I omgivningarna runt Rivière du Moulin växer i huvudsak blandskog. Runt Rivière du Moulin är det glesbefolkat, med 8 invånare per kvadratkilometer.